# Леополд VI Бабенберг
Леополд VI (1176 – 1230 г.), известен като Леополд Славни или Леополд Австриийски (на немски: Leopold VI, der Glorreiche), е средновековен германски благородник от династията Бабенберги, херцог на Австрия (1198 – 1230) и Щирия (1194 – 1230).

## Произход и наследство
Син е на херцог Леополд V Бабенберг и съпругата му Елена Унгарска, дъщеря на унгарския крал Геза II и Ефросина Киевска.
В нарушение на разпоредбите на пакта от Георгенберг след смъртта на Леополд V владенията Бабенберг са разделени: по-големият брат Фридрих I Бабенберг получава Херцогство Австрия (територия, съответстваща приблизително на съвременните Долна Австрия и Източна Горна Австрия), а самият Леополд VI става херцог на Щирия. И двете херцогства са по-късно обединени от Леополд VI, когато Фридрих умира след само четири години на управление.

## Управление
Леополд VI участва в испанската Реконкиста и в два кръстоносни похода – в Албигойския през 1212 и в Петия през 1217 г. Когато си тръгва от Ориента след две години служба, оставя огромна сума на тевтонците.
Подобно на своите предшественици, Леополд VI се опитва да развие феодалната система и стопанството с основаването на манастири. Най-важна основа на това начинание е Лилиенфелд в Долна Австрия по долината на река Трайзен, където след смъртта си Леополд бива погребан. Освен това той усърдно подкрепя тогава много модерните просешки ордени на францисканците и доминиканците. Друга важна заслуга на херцог Леополд е повишаването на Енс до статут на град през 1212 и на Виена през 1221, чиято територия се увеличава почти два пъти.
При управлението на Леополд архитектурният готически стил достига Австрия – параклисът Capella Speciosa, построена при негово временно пребиваване на Клостернойбург е известна като първата сграда в готически стил в района на Дунав. Реконструкция на параклиса може да се види и днес в градините на двореца в Лаксенбург, а част от храмовата стъклопис изобразява херцога.
Австрия на Бабенбергите достига зенита си по престиж под управлението на Леополд. Като доказателство за това могат да бъдат разглеждани бракът на херцога с византийската принцеса Теодора Ангелина и опита му да посредничи в отношенията между императора на Свещената Римска империя Фридрих II и папа Григорий IX, върху които работи до смъртта си през 1230 г. в Италия.
Дворът на Леополд е известен като център за средновековните Минезингери – Валтер фон дер Фогелвайде, Найдхарт фон Ройентал и Улрих фон Лихтенщайн са били редовни посетители на херцога. Смята се, че Песен за Нибелунгите е били написана в двора на Леополд VI Бабенберг.
Херцог Леополд VI умира в Касино през 1230. Наследен е от Фридрих II, неговото шесто от общо седем деца от брака му с принцеса Теодора.

## Семейство
Леополд VI и Теодора Ангелина (* 1180/1185, Константинопол; † 22/23 юни 1246) от византийската императорска династия Ангели имат седем деца:
- Маргарет (1204 – 1266), херцогиня на Австрия, омъжена 1225 г. за германския крал Хайнрих VII († 1246), а след смъртта му – 1252 г. за краля на Бохемия Отокар II, разведена 1261/62, († 1278)
- Агнес Австрийска (1205 – 1226), омъжена за саксонския херцог Албрехт
- Леополд Австрийски (1207 – 1216)
- Хайнрих Австрийски (1208 – 1228)
- Гертруда Австрийска (1210 – 1241), омъжена за Хайнрих Распе IV, антикрал на Германия († 1247)
- Фридрих II, 5-и Херцог на Австрия (1211 – 1246)
- Констанца Австрийска (1212 – 1243), омъжена за маркграф Хайнрих III от Майсен († 1288)